# Remain in Light
| 전문가 평가                   | 전문가 평가 |
| 평가 점수                     | 평가 점수   |
| 출처                          | 점수        |
| ----------------------------- | ----------- |
| AllMusic                      | [ 1 ]       |
| Chicago Tribune               | [ 2 ]       |
| Christgau's Record Guide      | A           |
| The Irish Times               | [ 4 ]       |
| Mojo                          | [ 5 ]       |
| Pitchfork                     | 10/10       |
| Rolling Stone                 | [ 7 ]       |
| The Rolling Stone Album Guide | [ 8 ]       |
| Spin Alternative Record Guide | 10/10       |
| Uncut                         | [ 10 ]      |

“Remain in Light”는 1980년 10월 8일, 사이어 레코드를 통해 발매된 미국의 록 밴드 토킹 헤즈의 네 번째 스튜디오 음반이다. 1980년 7월부터 8월까지 각각 바하마와 필라델피아에 위치한 컴퍼스 포인트 스튜디오와 시그마 사운드 스튜디오에서 녹음하였다. 브라이언 이노가 프로듀싱한 마지막 음반이다.
1979년 “Fear of Music”이 발매된 후, 토킹 헤즈와 이노는 밴드에 대한 개념을 프런트맨이자 작곡가인 데이비드 번을 위한 하나의 수단으로서 불식시키려고 노력했다. 나이지리아의 음악가 펠라 쿠티의 영향을 받아, 그들은 아프리카 폴리리듬, 펑크, 전자 음악을 실험하여 일련의 반복 그루브로 기악 트랙을 녹음했다. 세션에는 기타리스트 아드리안 벨류, 가수 노나 헨드릭스, 트럼펫 연주자 존 하셀을 포함한 다양한 사이드 음악가들이 참여했다.
번은 작가의 폐색으로 몸부림쳤지만, 아프리카의 초기 랩과 학술 문헌에서 영감을 얻은 흩어져 있고 의식 흐름의 서정적인 스타일을 채택했다. 이 작품은 베이시스트 티나 와이머스와 드러머 크리스 프란츠가 고안했으며, 매사추세츠 공과대학교의 컴퓨터 및 디자인 회사 M & Co.의 도움으로 제작되었다. 이 밴드는 홍보 투어를 위해 추가 멤버를 고용했고, 이 밴드가 완성된 후 몇 년 동안 사이드 프로젝트를 진행하기 위해 활동을 중단했다.
《Remain in Light》는 비평가들로부터 호평을 받았는데, 비평가들은 음파 실험, 리듬 혁신, 그리고 서로 다른 장르의 응집력 있는 병합을 칭찬했다. 이 음반은 미국 빌보드 200에서 19위, 영국 음반 차트에서 21위로 정점을 찍었고, 싱글 〈Once in a Lifetime〉과 〈Houses in Motion〉을 발매했다. 이 음반은 1980년대와 역대 최고의 음반 목록에 여러 출판사들에 실렸으며, 종종 토킹 헤즈의 대표작으로 여겨진다. 2017년, 미국 의회도서관은 이 음반을 "문화적, 역사적, 예술적으로 중요한" 음반으로 간주하고, 내셔널 레코딩 레지스트리에 보존하기 위해 선정했다.

## 배경
1980년 1월, 토킹 헤즈의 멤버들은 1979년 비평가들의 호평을 받은 세 번째 음반 《Fear of Music》을 지지하기 위해 투어를 마치고 뉴욕으로 돌아왔고 개인적인 관심을 추구하기 위해 휴식을 취했다. 가수 데이비드 번은 음반 제작자인 브라이언 이노와 함께 실험 음반인 《My Life in the Bush of Ghosts》에서 작업했다.  키보디스트 제리 해리슨은 뉴욕의 시그마 사운드 스튜디오 지사에서 솔 가수 노나 헨드릭스를 위한 음반을 제작했고, 헨드릭스와 스튜디오는 해리슨의 조언에 대한 《Remain in Light》 녹음 동안 사용되었다.
드러머 크리스 프란츠와 베이시스트 티나 웨이머스는 번이 너무 통제력이 강하다는 의견을 제시한 뒤 토킹 헤즈를 떠나기로 했다. 프란츠는 떠나고 싶지 않았고, 둘은 밴드의 상태와 그들의 결혼에 대해 곰곰이 생각하기 위해 카리브해에서 긴 휴가를 보냈다. 그들은 아이티 보두 종교 의식에 참여했고, 토종 타악기를 연습했으며, 슬라이 앤드 로비의 레게 리듬 섹션과 교제했다.
프란츠와 웨이머스는 바하마 나소의 컴패스 포인트 스튜디오 위에 아파트를 구입하면서 휴일을 끝냈다. 토킹 헤즈는 두 번째 음반 《More Songs About Buildings and Food》를 녹음했다. 번은 1980년 초에 그곳에서 듀오와 해리슨에 합류했다.  밴드 멤버들은 비록 4중주곡으로 연주되었지만 노래를 만드는 것은 전적으로 번에게 달려 있었다는 것을 깨달았다. 그들은 백업 밴드를 이끄는 가수의 개념에 싫증을 느꼈다. 번에 따르면, 그들이 목표로 했던 이상은 "상호 협력을 위해 우리의 자아를 희생시키는 것"이었다. 번은 추가적으로 뉴욕에서 쓰고 느꼈던 "심리적 편집증과 개인적인 고통"에서 벗어나길 원했다. 밴드가 번 가사에 맞춰 음악을 쓰는 대신 토킹 헤즈는 《Fear of Music》의 수록곡 〈I Zimbra〉를 출발점으로 삼아 기악 잼을 선보였다.
이노는 번이후 3주후에 바하마에 도착했다. 그는 이전 두 장의 음반을 공동 작업한 후 밴드와 다시 작업하기를 꺼렸다. 그는 계기 데모 테이프에 흥분한 후 마음을 바꿨다. 밴드와 이노는 각각의 부분이 폴리리듬으로 맞물리는 공동 아프리카 음악 제작 방식을 실험했다. 1973년 나이지리아의 음악가 펠라 쿠티의 아프로비트 음반인 《Afrodisiac》이 음반의 템플릿이 되었다. 웨이머스는 힙합 음악의 시작은 토킹 헤즈가 음악적 지형이 변하고 있다는 것을 깨닫게 했다고 말했다. 스튜디오 세션이 시작되기 전, 오랜 친구 데이비드 간스는 밴드에 "우리가 의도하지 않은 것은 더 흥미로운 미래를 위한 씨앗"이라고 가르쳤다. 그는 그들에게 "실수"를 실험하고, 즉흥적으로 그리고 이용하도록 격려했다.

## 곡 목록
모든 곡들은 데이비드 번, 브라이언 이노, 크리스 프란츠, 제리 해리슨 그리고 티나 와이머스에 의해 작사/작곡하였다.
| #  | 제목                                      | 재생 시간 |
| -- | ----------------------------------------- | --------- |
| 1. | 〈Born Under Punches (The Heat Goes On)〉 | 5:49      |
| 2. | 〈Crosseyed and Painless〉                | 4:48      |
| 3. | 〈The Great Curve〉                       | 6:28      |

| #  | 제목                   | 재생 시간 |
| -- | ---------------------- | --------- |
| 1. | 〈Once in a Lifetime〉 | 4:23      |
| 2. | 〈Houses in Motion〉   | 4:33      |
| 3. | 〈Seen and Not Seen〉  | 3:25      |
| 4. | 〈Listening Wind〉     | 4:43      |
| 5. | 〈The Overload〉       | 7:25      |

| #   | 제목              | 재생 시간 |
| --- | ----------------- | --------- |
| 9.  | 〈Fela's Riff〉   | 5:19      |
| 10. | 〈Unison〉        | 4:50      |
| 11. | 〈Double Groove〉 | 4:28      |
| 12. | 〈Right Start〉   | 4:07      |

## 인증
| 국가                                                                                         | 인증 | 판매량/출하량 |
| -------------------------------------------------------------------------------------------- | ---- | ------------- |
| 캐나다 (뮤직 캐나다)                                                                         | 골드 | 50,000^       |
| 프랑스                                                                                       | —    | 175,000*      |
| 영국 (BPI)                                                                                   | 골드 | 100,000       |
| 미국 (RIAA)                                                                                  | 골드 | 500,000^      |
| *판매량을 기반으로 한 인증 · ^출하량을 기반으로 한 인증 · 판매량+스트리밍을 기반으로 한 인증 |      |               |